# Ellen Buckingham Mathews
Ellen Buckingham Mathews (26 août 1853 – 10 mars 1920) est une romancière anglaise populaire de la fin du XIXe et du début du XXe siècle. Elle est également connue sous le nom de Mme Reeves  après son mariage en 1877 avec le Dr Henry Albert Reeves (1841–1914),, mais elle était surtout connue sous son pseudonyme, Helen Mathers.

## Biographie
Elle nait à Misterton, Somerset le 26 août 1849, fille de Thomas Mathews et de Marie Anne Buckingham. Elle a onze frères et sœurs. Elle devient malentendante pendant son enfance en raison d'une maladie.
Elle a fait ses études dans un pensionnat à Chantry près de Frome dans le Somerset.
Son premier roman, Comin' thro' the Rye, est publié en 1875. Elle se base pour écrire ce roman sur les personnes de son entourage et sur ses propres premières expériences romantiques. Elle décrit certaines de ses expériences à l'école. Mr Russell, dans le roman, est le révérend M. Fussell, seigneur du manoir et fondateur de l'école. Dans le roman, le village de Chantry devient Charteris. De 1875 à 1895, le roman s'est vendu à plus de 35 000 exemplaires.
Elle fait connaissance de Rhoda Broughton qui sera une de ses premières influences.
En raison de sa maladie, elle rencontre le médecin Dr. Henry Albert Reeves (1841-1914) qu'elle épouse en 1877. Le couple s'installe à Mayfair, Londres, près de Grosvenor Square la même année. Leur fils Philip Lindley nait l'année suivante.
En 1892, elle participe au projet du journaliste Joseph Snell Wood (1853-1892) de faire écrire un roman à 24 auteurs sous le titre Le destin de Fenella. Le roman est publié en 24 parties dans le magazine The Gentlewoman en 1891 et 1892.
Lorsque son fils meurt subitement en 1907, Mathews se consacra au spiritisme. Après la mort de son mari, elle renonce à sa résidence à Londres et part vivre à la campagne.
En raison de son handicap, Mathews a vécu une vie très isolée et a écrit jusqu'à sa mort. Elle meurt le 10 mars 1920 dans le Middlesex.
En raison d'une confusion de titres, certaines sources attribuent un certain nombre de livres de la romancière écossaise Annie S. Swan (en) à Mathers. Mathers a publié un court roman intitulé Land o' the Leal, by the Author of Comin' Thro' the Rye en 1878. Swan a publié The Land o' the Leal en utilisant son pseudonyme masculin David Lyall, en 1896. En confondant les deux romans au titre similaire, certaines personnes on supposées à tort que David Lyall est un pseudonyme de Mathers.

## Œuvres
- Comin’ Thro' the Rye, 1875
- The Token of the Silver Lily, 1877. Poésie
- Cherry Ripe!: A Romance (en), 1878
- Land o' the Leal, 1878
- As He Comes up the Stair, 1878
- My Lady Greensleeves, 1879
- Story of a Sin, 1882
- Eyre's Acquittal, 1883
- Sam's Sweetheart, 1883
- Jock o' Hazelgreen, 1884
- Found Out: A Story, 1885
- Murder or Manslaughter, 1885
- The Fashion of this World, 1886
- Blind Justice, 1890
- The Mystery of No 13, 1891
- My Jo, John: A Novel, 1891
- T'other Dear Charmer, 1892
- The Fate of Fenella (en), 1892.
- A Study of a Woman, 1893
- What the Glass Told, 1893
- A Man of Today, 1894
- The Lovely Malincourt: A Novel, 1895
- The Rebel, 1896
- The Juggler and the Soul, 1896
- The Sin of Hagar, 1896
- Bam Wildfire: A Character Sketch, 1898
- Becky, 1900
- Cinders: A Novel, 1901
- Honey, 1902
- Venus Victrix (What the Glass Told; The Mystery of No. 13; What the Glass Told; My Jo, John), 1902
- Dahlia and Other Stories, 1903
- Dimples, 1903
- Griff of Griffithscourt, 1903
- The Face in the Mirror and Other Stories, 1903
- The New Lady Teazle and other stories, 1903
- Side-shows, 1904
- The Ferryman, 1905
- Tally, Ho!, 1906
- Pigskin and Petticoat, 1907[6]
- The Pirouette and Other Stories (2nd edition, 1907)
- Gay Lawless, 1908
- Love the Thief, 1909
- Man is Fire, Woman is Tow and Other Stories, 1912